# C. J. Allen
C. J. Allen é um ator britânico. Em 3 de novembro de 1982, ele estrelou ao lado de Eamon Boland, Clive Mantle, Philip Donaghy e Ian McCurrach em premiada produção teatral "Coming Clean", de David Hayman, no Teatro Bushinglês em Londres. Ele apareceu em 41 episódios de Juliet Bravo, (séries 4-6).